# Albert Hodge

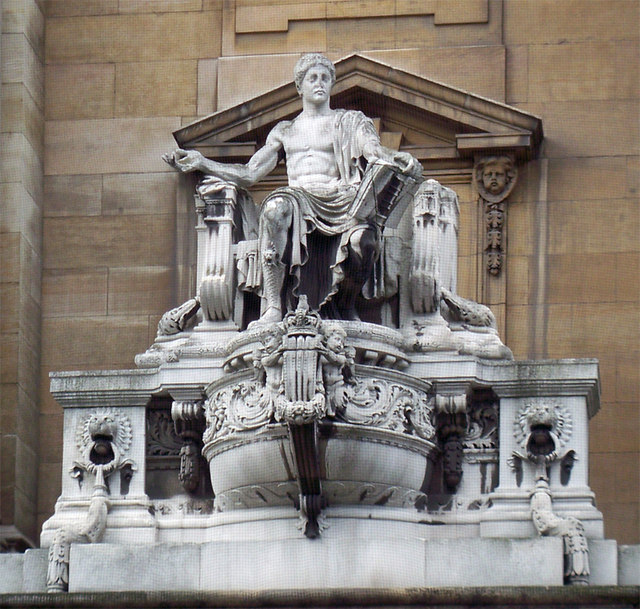
Justice von Albert Hemstock Hodge. Guildhall, Hull

Albert Hemstock Hodge (* 17. Juli 1875 in Port Ellen, Islay, Schottland; † 31. Dezember 1917 in Kensington, London) war ein schottischer Bildhauer, der sich auf Bauplastik spezialisierte. Seine Werke schmücken zahlreiche öffentliche Gebäude in Großbritannien und Kanada.

## Leben und Werk
Albert Hodge wurde auf der schottischen Insel Islay geboren und studierte an der Glasgow School of Art bei William Kellock Brown. Zunächst arbeitete er als Architekt im Büro von William Leiper, doch seine Fähigkeiten als Modellierer führten ihn zur Bildhauerei. Um 1900 zog Hodge nach London, wo er bis zu seinem Tod 1917 arbeitete. Albert Hodge war bekannt für seine monumentalen Architekturskulpturen, die er in Zusammenarbeit mit renommierten Architekten wie James Miller und John James Burnet schuf. Sein Stil zeichnete sich durch eine Mischung aus klassischer Ästhetik und symbolischer Darstellung aus. Hodge war Mitglied der Royal Society of British Sculptors und stellte regelmäßig in der Royal Academy sowie der Royal Scottish Academy aus.

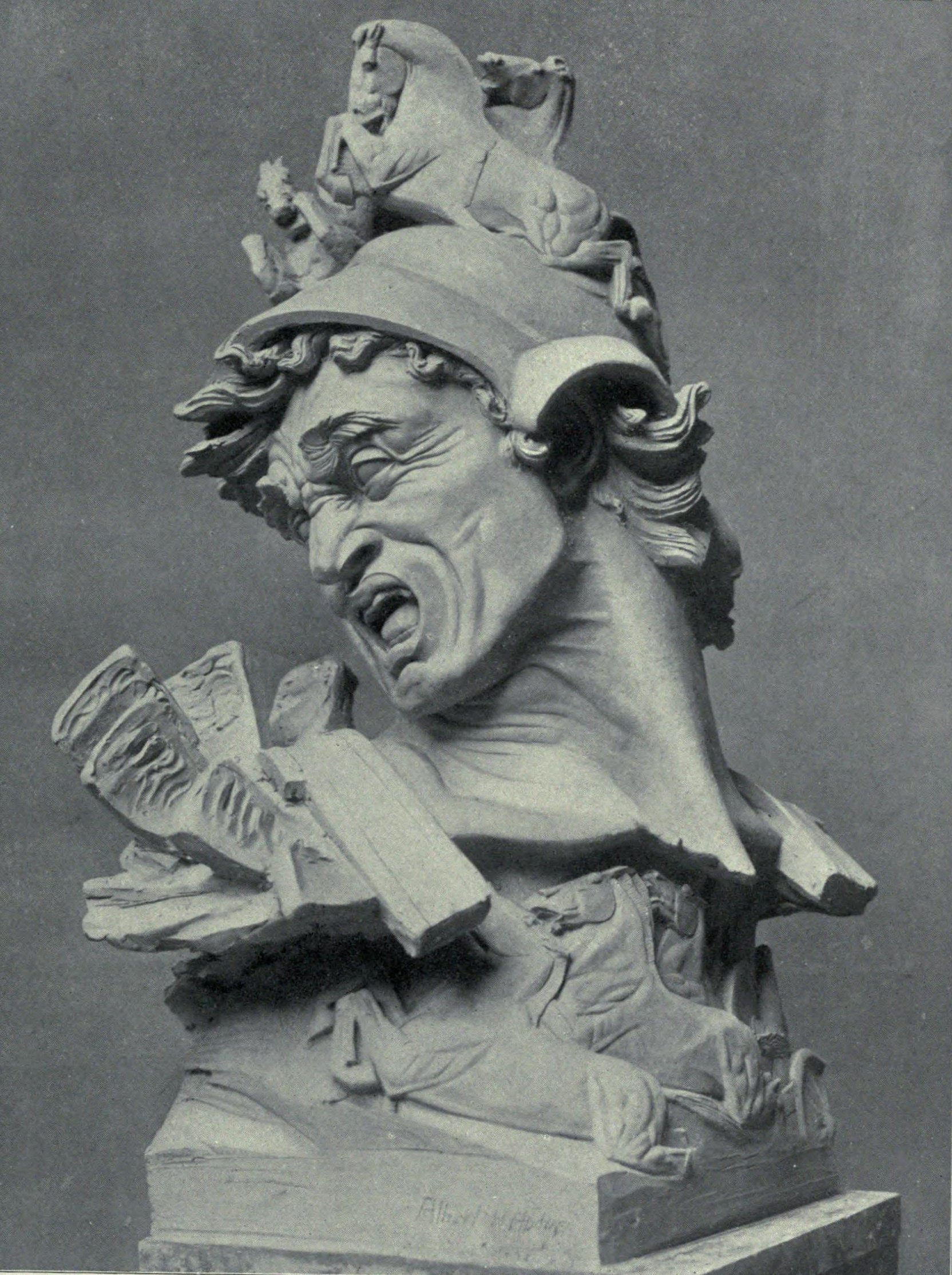
Albert Hodge; War, rage, pain (Krieg, Wut, Schmerz)

Zu seinen bedeutendsten Werken zählen:
- Statue von Königin Victoria (1909–1914), Glasgow
- Statue von Robert Burns (1914), Stirling
- Allegorische Figuren Navigation und Mining (1908–1912) an der Glamorgan County Hall, Cardiff
- The Daughters of Neptune (1907) am Guildhall, Hull
- Die Skulpturen Produce und Exportation (1912–1922) am Port of London Authority Building, London
- The Lost Bow (1910), Queen Mary’s Gardens, Regent’s Park, London
- Figuren von Thomas Chippendale und Josiah Wedgwood an der Fassade des Victoria and Albert Museum, London